# Saison 2017 de l'équipe cycliste Véloconcept
La saison 2017 de l'équipe cycliste Véloconcept est la septième de cette équipe.

## Préparation de la saison 2017

### Arrivées et départs
| Arrivées                  | Équipe 2016            |
| ------------------------- | ---------------------- |
| Michael Carbel Svendgaard | Stölting Service Group |
| Anthon Charmig            |                        |
| Rasmus Guldhammer         | Stölting Service Group |
| Alexander Kamp            | Stölting Service Group |
| Michael Reihs             | Stölting Service Group |

| Départs             | Équipe 2017     |
| ------------------- | --------------- |
| Daniel Foder        |                 |
| Anders Hardahl      | ColoQuick-Cult  |
| Christian Jørgensen | ColoQuick-Cult  |
| Mads Würtz Schmidt  | Katusha-Alpecin |

## Coureurs et encadrement technique

### Effectif
| Cycliste                  | Date de naissance | Nationalité | Équipe 2016            |  |
| ------------------------- | ----------------- | ----------- | ---------------------- |  |
| Kasper Asgreen            | 8 février 1995    | Danemark    | Virtu Pro-Veloconcept  |  |
| Michael Carbel Svendgaard | 7 février 1995    | Danemark    | Stölting Service Group |  |
| Anthon Charmig            | 25 mars 1998      | Danemark    |                        |  |
| Niklas Eg                 | 6 janvier 1995    | Danemark    | Virtu Pro-Veloconcept  |  |
| Rasmus Guldhammer         | 9 mars 1989       | Danemark    | Stölting Service Group |  |
| Andreas Hyldgaard         | 21 juillet 1996   | Danemark    | Virtu Pro-Veloconcept  |  |
| Alexander Kamp            | 14 décembre 1993  | Danemark    | Stölting Service Group |  |
| Niklas Larsen             | 22 mars 1997      | Danemark    | Virtu Pro-Veloconcept  |  |
| Mark Sehested Pedersen    | 6 novembre 1991   | Danemark    | Virtu Pro-Veloconcept  |  |
| Mads Rahbek               | 19 octobre 1995   | Danemark    | Virtu Pro-Veloconcept  |  |
| Michael Rheis             | 25 avril 1979     | Danemark    | Stölting Service Group |  |
| Thomas Riis               | 31 août 1992      | Danemark    | Virtu Pro-Veloconcept  |  |
| Nicolaj Steen             | 4 janvier 1995    | Danemark    | Virtu Pro-Veloconcept  |  |

## Bilan de la saison

### Victoires
| Date       | Course                                         | Pays   | Classe | Vainqueur         |
| ---------- | ---------------------------------------------- | ------ | ------ | ----------------- |
| 12/03/2017 | 3e étape du Tour International de Rhodes       | Grèce  | 2.2    | Alexander Kamp    |
| 08/04/2017 | 2e étape du Circuit des Ardennes international | France | 2.2    | Rasmus Guldhammer |